# مویسکا
مویسکا (انگلیسی: Muisca) مردمان بومی کلمبیا و متعلق به دوران فرهنگ پیشاکلمبی کشور کلمبیا هستند. مویسکاها تا پیش استعمار توسط اسپانیاییها تشکیل‌دهندهٔ اتحادیه‌ای به نام اتحادیه مویسکا بودند. این اتحادیه متشکل از دو ایل بزرگ با نامهای سیپاسگو (به مرکزیت باکاتا)(خود متشکل از ۵ طایفهٔ‌ زیرمجموعه) و ساکاسگو (به مرکزیت هونسا)(خود متشکل از ۳ طایفهٔ‌ زیرمجموعه)، دو «کاسیکه‌نشین» (خان‌نشین) مقدس (خان‌نشین‌هایی که نقش و اهمیت مذهبی آنها پررنگ‌تر از نقش و اهمیت سیاسی‌شان بود) شامل تونداما و ایراکا (سوگاموسو)، تعدادی طایفهٔ مستقل بود. این مردمان متکلم به زبانی از خانواده زبان چیب‌چان بوده‌اند که به آن مویسکا گفته‌ می‌شوند.
مقام خان‌نشینی در مویسکا، موروثی بوده، اما نه از پدر به پسر. بلکه رسم مویسکا این بوده که مقام خان‌نشینی از خان به مسن‌ترین خواهرزادهٔ وی به ارث می رسیده. خان‌های طوایف تابعه البته، حق نظر و رای سمبولیک نیز در انتخاب خان جدید داشته‌اند.